# 警務部
警務部（けいむぶ）とは、都道府県警察本部に必置の部署であり人事・会計などを担う管理部門である。衆議院・参議院にも同名の組織が設置されているが業務内容は異なる部分も多い（詳しくは#国会を参照）。

## 担当業務
主に警察職員の人事、福利厚生、教育などを担当する。一般企業で言えば人事部に近い。また、監察官が置かれ、警察職員が被疑者となっている事件の捜査も行う。
総務部が設置されていない県警察本部では前記の業務のほか、本部長の秘書、広報、情報管理、留置管理（留置場に勾留されている被疑者の身柄取り扱い）など、警視庁や大規模警察本部の総務部の業務も合わせて担当する。

## 警視庁警務部
出典：

### 人事第一課
警部以上の人事、監察を担当。 課長はキャリアの警視長。警務部参事官が事務を取扱う。
- 庶務
  - 庶務係 - 部内庶務
- 会計
  - 会計係 - 部内予算経理
- 人事
  - 人事係 - 警部以上の警察官・相当する警察行政職員の任用・配置・退職
  - 人事情報管理係 - 人事情報管理システムの開発・運用・管理
- 人材管理
  - 人材管理第1係～第2係 - 人材管理企画・調査
- 表彰
  - 表彰係 - 警察表彰、叙位・叙勲・国家褒章
- 監察
  - 監察係 - 監察
- 制度企画室
  - 制度企画第1係～第2係 - 警察運営制度企画・立案・調整

### 人事第二課
警部補以下の警察官の人事を担当。 課長はノンキャリアの警視正。
- 人事
  - 人事第1係 - 課内庶務、警部補以下の配置計画
  - 人事第2係 - 警部補の任用・配置・退職
  - 人事第3係 - 巡査部長の任用・配置・退職
  - 人事第4係 - 巡査の任用・配置・退職
  - 人事第5係 - 警部補以下の女性警察官の任用・配置・退職
  - 人事第6係 - 副主査以下の警察行政職員・会計年度任用職員の任用・配置・退職
- 試験
  - 試験第1係 - 昇任試験
  - 試験第2係 - 警部補・巡査部長の昇任選抜
- 採用センター
  - 採用企画係 - 警察官・警察行政職員の採用計画・採用広報企画立案
  - 採用試験係 - 採用試験実施
  - 採用推進係 - 採用広報活動

### 訟務課
- 第一訟務
  - 訟務第1係 - 課内庶務、民事訟務事案、行政訟務事案
  - 訟務第2係 - 刑事訟務事案

### 給与課
- 給与企画
  - 給与企画係 - 課内庶務、企画・予算
  - 給与審査係 - 給与の審査
  - 諸手当係 - 諸手当
- 給与管理
  - 給与支給第1係 - 給与の支給
  - 給与支給第2係 - 恩給の審査・策定・支給
  - 災害補償係 - 公務災害補償等、警察官の職務に協力援助した者の災害給付

### 厚生課
- 福利
  - 福利第1係 - 課内庶務
  - 福利第2係 - 福利厚生に係る企画・調整
  - 福利第3係 - 公務災害傷病者の処遇・改善
- 待機寮
  - 待機寮第1係 - 職員住宅対策調査・企画
  - 待機寮第2係 - 単身者待機寮入居調整
- 職員相談支援センター
  - 住宅相談係 - 土地・住宅の購入・売却の相談
  - 生活相談係 - 職員・家族生活相談・民事相談
  - ライフプラン第1係～第2係 - 職員生活設計支援

### 教養課
- 教養企画
  - 教養企画第1係 - 課内庶務、教養重点・年間教養実施計画策定
  - 教養企画第2係 - 警察倫理教養、教養資料
- 教養管理
  - 教養経理係 - 職員教養予算経理
  - 自動車運転指導係 - 自動車の運転指導
- 術科教養
  - 術科第1係 - 点検・礼式・教練
  - 術科第2係 - 柔道・剣道・逮捕術・警じよう術
  - 合気道指導 - 合気道訓練
- 拳銃指導室
  - 拳銃第1係 - 拳銃射撃訓練
  - 拳銃第2係 - 拳銃訓練巡回指導
- 通訳センター
  - 管理係 - 通訳職員運用
  - 通訳第1係 - 英語
  - 通訳第2係 - 中国語
  - 通訳第3係 - その他

### 健康管理本部
- 保健科
- 管理第一科
- 管理第二科
- 管理第三科

## 部長
総務、人事、会計など、警察本部の中枢を担う警務部のトップである警務部長は、警察本部長に次ぐ地位であり（警視庁と大阪府警察のみそれぞれ副総監、副本部長がいる）、地方警務官として警察庁のキャリアまたは準キャリア（大卒程度国家一般職、旧国家公務員II種行政区分合格者で警察庁本庁に採用された者）が就任する。階級は警視監〜警視正。

## スポーツ選手
通常、各県警察本部所属のスポーツ選手は機動隊に在籍していることが多いが、射撃選手だけは拳銃指導を行う教養課に籍を置いていることが多い（神奈川県警察本部の松田知幸など）。

## 警務部付
各都道府県警の異動公示の際や新聞・テレビなどの報道に用いられる。前者は次の役職への待命期間や定年退職する警察官が所属先から離れて退職日までの間一時的な所属先として使われるが、後者は不祥事を起こした警察官、とりわけ警部以上の幹部警察官が更迭され懲戒処分や次の異動先が見つかるまでの懲罰的な異動として使われる。
警察庁の場合は、警察庁長官官房付となる。民間企業における「総務部付」「人事部付」に相当。

## 国会

### 衆議院
議長の指揮を受け、議員内部の警察活動を行う。施設内の警備をはじめ、要人の警護にあたる。また、参観者の案内及び説明も行っている。そのほか、記章、消防等に関する事務もつかさどる。
警務部
警務課
警備課
調整課
防災課

### 参議院
議院警察、消防、傍聴、参観、記章等に関する事務を担当する。
警務部
警務課
警備第一課
警備第二課
警備第三課